# Salacca

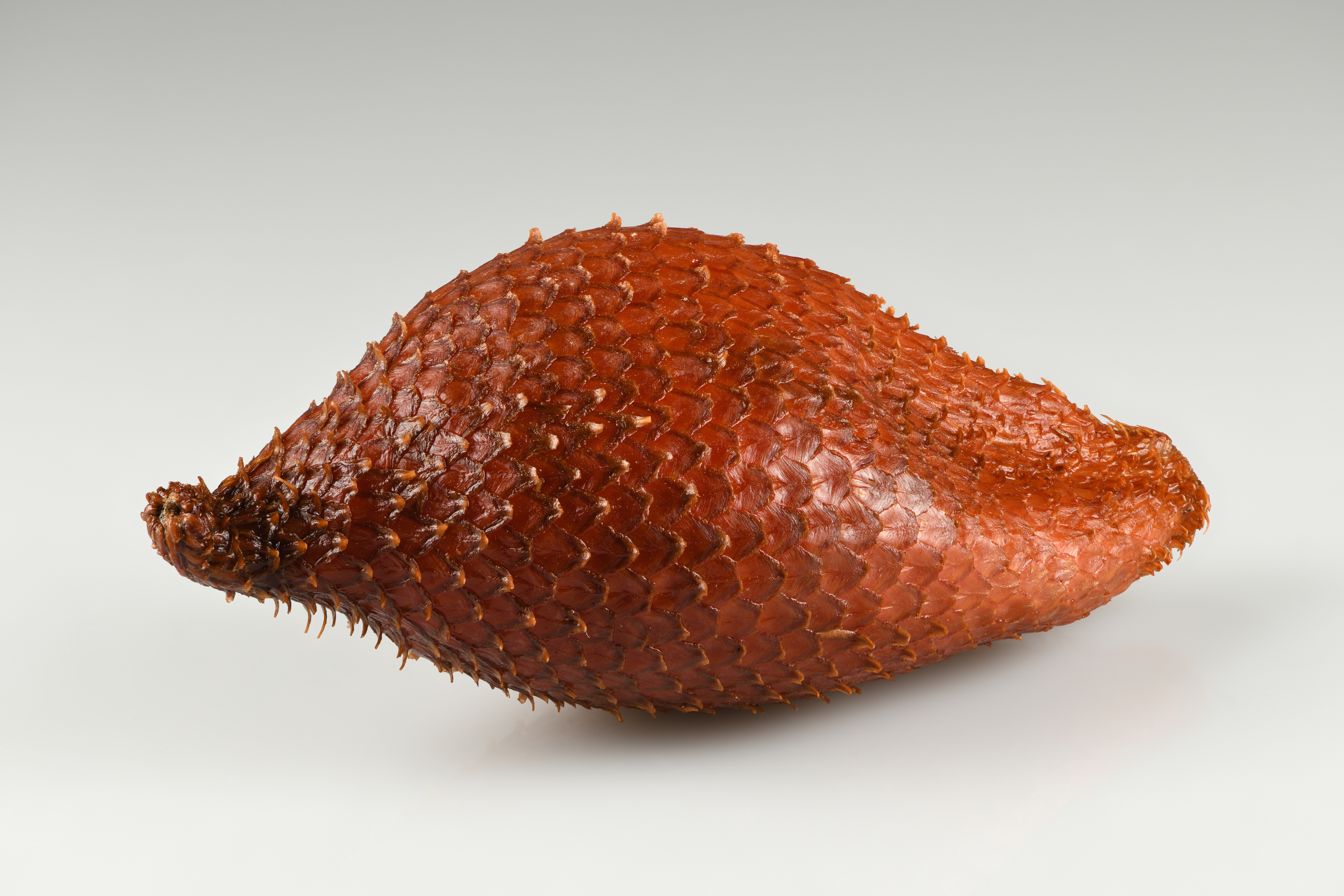
Salacca wallichiana

Salacca es un género con 20 especies de palmeras nativas de sudeste tropical de Asia.

## Descripción
Tienen el tallo muy corto  con hojas de hasta 6-8 m de largo. Las hojas tienen un pecíolo espinoso, en la mayoría de las especies son pinnadas con numerosos foliolos, pero algunas especies, en particular, S. magnifica, tienen hojas indivisas.
Los frutos crecen en racimos en la base de las plantas, son comestibles en muchas especies, con un color rojizo-marrón con escamas de piel que cubre una pulpa blanca conteniendo una a dos grandes semillas no comestibles. S. zalacca es la especie más ampliamente cultivada por la fruta, que tiene un ligero sabor ácido.
La piel de la fruta de Salacca tiene una textura no muy diferente al de la piel de una serpiente, ásperas al tacto en una dirección, pero sin problemas en el otro.

## Taxonomía
El género fue descrito por Caspar Georg Carl Reinwardt y publicado en Sylloge Plantarum Novarum 2: 3. 1828[1825]. La especie tipo es: Salacca edulis Reinw.
Etimología
Salacca: nombre genérico que es una latinización del nombre vernáculo malayo salak.

## Especies
| - Salacca affinis Griff. - Salacca clemensiana Becc. - Salacca dolicholepis Burret - Salacca dransfieldiana Mogea - Salacca edulis Reinw. - Salacca flabellata Furtado - Salacca glabrescens Griff. - Salacca graciliflora Mogea - Salacca lophospatha J.Dransf. & Mogea - Salacca magnifica Mogea | - Salacca minuta Mogea - Salacca multiflora Mogea - Salacca ramosiana Mogea - Salacca rupicola J.Dransf. - Salacca sarawakensis Mogea - Salacca secunda Griff. - Salacca stolonifera Hodel - Salacca sumatrana Becc. - Salacca vermicularis Becc. - Salacca wallichiana Mart. - Salacca zalacca (Gaertn.) Voss |